# Wir für Floridsdorf
Wir für Floridsdorf (WIFF) ist eine politische Partei in Österreich.  Nach dem Tod des Parteigründers Hans Jörg Schimanek 2024 wird die Partei von Mitbegründer Oskar Turtenwald wieder aktiviert und kandidiert bei der Bezirksvertretungswahl am 27. April 2025 wieder.
Bei der Bezirksvertretungswahl in Wien 2020 am 11. Oktober 2020 im 21. Wiener Gemeindebezirk  Floridsdorf erreichte die Partei 5,23 Prozent und damit drei Sitze in der Floridsdorfer Bezirksvertretung. Nach der Bezirksvertretungswahl in Wien 2015 stellte die Partei ebenfalls drei Bezirksräte in Floridsdorf.

## Geschichte
WIFF – Wir für Floridsdorf wurde als unabhängige politische Partei im Juni 2010 ordnungsgemäß beim Bundesministerium für Inneres angemeldet. Gegründet wurde die Partei von Hans Jörg Schimanek und Oskar Turtenwald.
Hans Jörg Schimanek trat 2022 als Bezirksrat zurück, die Partei wurde daraufhin stillgelegt und nach dem Tod des Parteigründers 2024 von Oskar Turtenwald wieder aktiviert.

## Grundsätze
Laut Eigendefinition sah es die Partei WIFF als Aufgabe, „mit ganzer Kraft für Floridsdorf und dessen Bürger tätig zu sein“. Politisches Ziel war es, die Zustände im Bezirk Floridsdorf zu verbessern, vom Sterben der Einkaufsstraßen bis zur Lebensqualität im Gemeindebau und der Erhaltung von möglichst viel Grünraum.